# Medaglia Herschel
La medaglia Herschel (in inglese Herschel Medal), istituita nel 1974 in onore di William Herschel, è un premio consegnato dalla Royal Astronomical Society per meriti nella ricerca nel campo dell'astrofisica.
Inizialmente assegnata ogni tre anni, dal 2004 lo è stata ogni due, ed infine dal 2012 annualmente.

## I premiati
- 1974 - John Paul Wild[1]
- 1977 - Arno Penzias, Robert Woodrow Wilson[1]
- 1980 - Gérard de Vaucouleurs[1]
- 1983 - William W. Morgan[1]
- 1986 - Albert Boggess, Robert Wilson[1]
- 1989 - Jocelyn Bell Burnell[1]
- 1992 - Andrew Lyne[1]
- 1995 - George Isaak[1]
- 1998 - Gerald Neugebauer[1]
- 2001 - Patrick Thaddeus[1]
- 2004 - Keith Horne[1]
- 2006 - Govind Swarup[1]
- 2008 - Max Pettini[1]
- 2010 - James H. Hough[1]
- 2012 - Michael J. Irwin[1]
- 2013 - Michael Kramer[2]
- 2014 - Reinhard Genzel[3]
- 2015 - Stephen Eales[4][5]
- 2016 - James Dunlop[6]
- 2017 - Simon Lilly[1]
- 2018 - Tom Marsh[7]
- 2019 - Nial Tanvir[1]
- 2020 - Robert Fender[1]
- 2021 - Stephen Smartt[8]
- 2022 - Catherine Heymans[9]
- 2023 - Heino Falcke[1]